# 두송
두송(杜松)은 향나무속의 구과식물이다.
낮게 자라는 상록 관목으로, 북반구 고위도 지역에 분포한다. 열매인 두송자는 향료로 쓰인다.

## 아종
- subsp. communis
  - subsp. communis var. communis
  - subsp. communis var. depressa Pursh
  - subsp. communis var. hemisphaerica (J.Presl & C.Presl) Parl.
  - subsp. communis var. nipponica (Maxim.) E.H.Wilson
- subsp. alpina (Suter) Čelak. – 곱향나무(alpine juniper)
  - subsp. alpina var. alpina
  - subsp. alpina var. megistocarpa Fernald & H.St.John
  - subsp. alpina var. jackii Rehder

## 갤러리

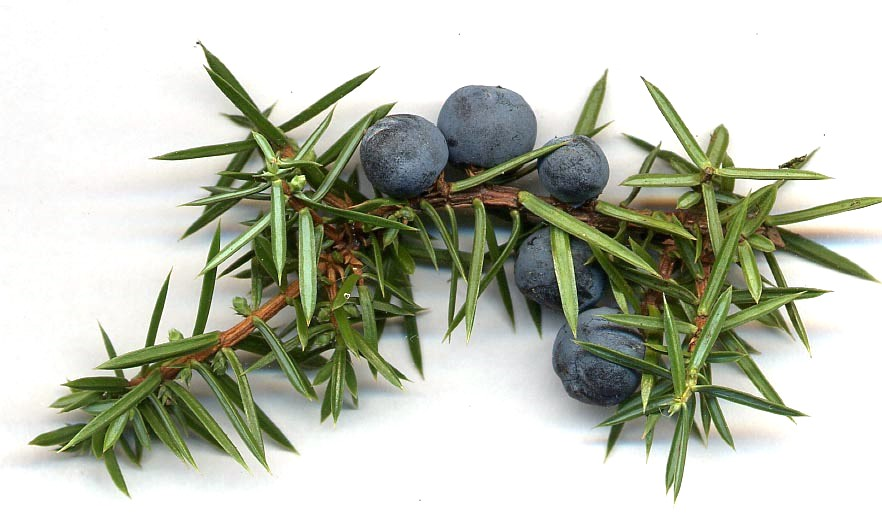
두송자
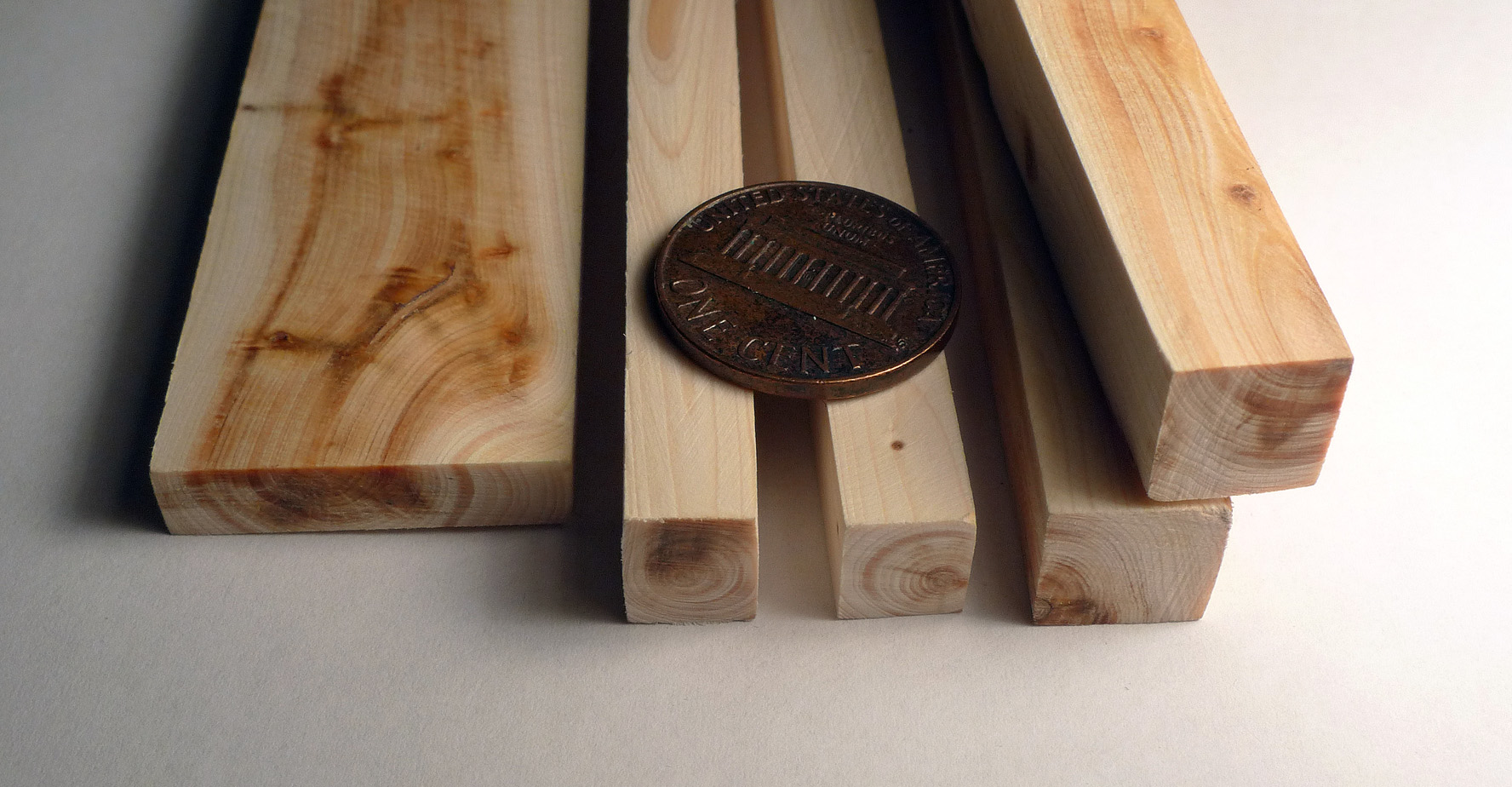
원목. 나이테의 크기 비교를 위해 동전이 놓여 있다.